# Norops crassulus
Norops crassulus är en ödleart som beskrevs av  Cope 1864. Norops crassulus ingår i släktet Norops och familjen Polychrotidae. Inga underarter finns listade i Catalogue of Life.